# Операција Коридор 93
Операција Коридор 93 је била операција покренута од стране ВРС да прошири коридор код Брчког, због многих напада ХВО-а из насеља јужно од Брчког и ХВО снага из Орашја.

## Ток догађаја
Већ 1. јануара 1993. ВРС слама одбрану ХВО-а и АРБиХ, заузимајући Доњи Рахић, Улице, Вукшић Горњи и Грбавицу. Дана 2. јануара јединице 21. брдске бригаде из Сребреника, 108. моторизоване бригаде АРБиХ и 108. бригаде ХВО-а, састава 1. Оперативне групе 2. корпуса, нападају српске положаје у близини села Марковић Поље, Лончари и Горице, десет километара западно од Брчког из подручја Орашја а са територије Хрватске, у нади да пресјеку коридор и врате изгубљену територију. Непријатељ је активно подржаван артиљеријском ватром, за кратко вријеме пут кроз коридор је био онемогућен.
Дијелови 2. Посавске, 3. Семберске лаке бригаде, 16. Крајишке моторизоване бригаде ВРС одмах покрећу контранапад и 5. јануара заустављају удружене снаге АРБиХ и ХВО-а.
Већ 7. јануара непријатељ наставља нападе, који нису престајали све до половине мјесеца. Хрватско-муслиманске снаге нису успјеле да врате изгубљена села и пресјеку коридор.